# Промышленная собственность
Промышленная собственность — разновидность  собственности. Объектами охраны промышленной собственности являются: патенты на изобретения, полезные модели, промышленные образцы, товарные знаки и знаки обслуживания, наименования места происхождения товаров, пресечение недобросовестной конкуренции. С 1970-х годов к понятию «Промышленная собственность» относят также «ноу-хау» (секреты производства, производственный опыт).
Понятие промышленной собственности было введено Парижской конвенцией по охране промышленной собственности, принятой в 1883 году. Позднее это понятие было закреплено в ряде других международных соглашений.
В Российской Федерации с 2007 года правоотношения в сфере промышленной собственности регулируются Гражданским кодексом Российской Федерации.
Российская Федерация осуществляет международное сотрудничество в области охраны объектов промышленной собственности в рамках:
- Парижской конвенции по охране промышленной собственности 1883 года, к которой СССР присоединился в 1965 году.
- Вашингтонского договора о патентной кооперации (РСТ) 1970 года, который был ратифицирован СССР в 1977 году.
- Мадридской конвенции о международной регистрации фабричных и товарных знаков 1891 года, участником которой СССР является с 1976 года[2].